# 南大塚 (豊島区)
南大塚（みなみおおつか）は、東京都豊島区の町名。現行行政地名は南大塚一丁目から南大塚三丁目。住居表示実施済区域。

## 地理
豊島区東南部に位置する。北側は北大塚・巣鴨・文京区千石、南側は文京区大塚、西側は東池袋と接していてJR山手線大塚駅南口を中心とした商業地及び住宅地として利用される。

### 地価
住宅地の地価は、2025年（令和7年）1月1日の公示地価によれば、南大塚1-4-24の地点で89万9000円/m2となっている。

## 歴史
旧北豊島郡巣鴨村。「南大塚1～3丁目」は豊島区成立時（1932年）から1969年4月1日の住居表示実施まで「巣鴨5～7丁目・西巣鴨2丁目」のいずれかに属していた。（現「南大塚1丁目」は旧「巣鴨7丁目」）よって、南大塚3丁目にある区立中学校の名称が「西巣鴨中学校」であることも、旧地名が「西巣鴨」であったことが由来。
ちなみに戦後、戦犯容疑者を多く収容した通称「巣鴨プリズン」（現サンシャイン60。現住所「東池袋3丁目1−1」）も「西巣鴨」が旧地名だったからで、現「北大塚1丁目」に位置する「巣鴨警察署」も同様の理由による。
2012年、東京都は南大塚三丁目を都迷惑防止条例に基づき、客引きやスカウトのみならず、それらを行うために待機する行為なども禁止する区域に指定した。

### 地名の由来
「南大塚」はこれと対をなす「北大塚」の地名（住所名）と同時に、山手線の駅名「大塚」が元で成立し、その駅名は、隣接する文京区の「大塚」から名づけられた。よって、住民の馴染んだ駅名が元、と捉えるのが正しい。

## 世帯数と人口
2023年（令和5年）1月1日現在（東京都発表）の世帯数と人口は以下の通りである。
| 丁目         | 世帯数     | 人口     |
| ------------ | ---------- | -------- |
| 南大塚一丁目 | 4,303世帯  | 6,492人  |
| 南大塚二丁目 | 3,476世帯  | 5,457人  |
| 南大塚三丁目 | 3,402世帯  | 4,981人  |
| 計           | 11,181世帯 | 16,930人 |

### 人口の変遷
国勢調査による人口の推移。
| 年                 | 人口   |
| ------------------ | ------ |
| 1995年（平成7年）  | 13,444 |
| 2000年（平成12年） | 14,045 |
| 2005年（平成17年） | 14,214 |
| 2010年（平成22年） | 15,978 |
| 2015年（平成27年） | 16,487 |
| 2020年（令和2年）  | 17,264 |

### 世帯数の変遷
国勢調査による世帯数の推移。
| 年                 | 世帯数 |
| ------------------ | ------ |
| 1995年（平成7年）  | 7,083  |
| 2000年（平成12年） | 7,863  |
| 2005年（平成17年） | 8,358  |
| 2010年（平成22年） | 9,550  |
| 2015年（平成27年） | 10,390 |
| 2020年（令和2年）  | 11,102 |

## 学区
区立小・中学校に通う場合、学区は以下の通りとなる（2017年12月現在）。なお、豊島区の小・中学校では学校選択制度を導入しており、以下の指定校に隣接している通学区域の学校も選択することが可能。
| 丁目         | 番地 | 小学校             | 中学校               |
| ------------ | ---- | ------------------ | -------------------- |
| 南大塚一丁目 | 全域 | 豊島区立巣鴨小学校 | 豊島区立西巣鴨中学校 |
| 南大塚二丁目 | 全域 | 豊島区立巣鴨小学校 | 豊島区立西巣鴨中学校 |
| 南大塚三丁目 | 全域 | 豊島区立朋有小学校 | 豊島区立西巣鴨中学校 |

## 交通

### 鉄道
- 大塚駅
  - JR山手線 - 内回り（上野、東京、品川方面）、外回り（池袋、新宿、渋谷方面）
- 大塚駅前停留所、向原停留所
  - 都電荒川線 - 早稲田行、三ノ輪橋行
- 新大塚駅
  - 東京メトロ丸ノ内線 - 池袋行、新宿行、方南町行、荻窪行

### バス
都営バス
- 大塚駅前停留所
  - 都02系統 - 錦糸町駅前行
  - 上60系統 - 大塚駅前行、池袋駅東口行
- 新大塚停留所
  - 都02系統 - 大塚駅前停留所、錦糸町駅前行
  - 上60系統 - 大塚駅前行、池袋駅東口行
- 向原停留所、巣鴨小学校前停留所、南大塚一丁目停留所
  - 上60系統 - 池袋駅東口行、上野公園行

### 道路
- 春日通り（国道254号）
- 東京都道436号小石川西巣鴨線（宮仲公園通り（旧名称「癌研通り」））
- 南大塚通り（大塚駅～新大塚駅を繋ぐ道路）
- 空蝉橋通り（宮仲公園通り～春日通りを繋ぐ道路）

## 事業所
2021年（令和3年）現在の経済センサス調査による事業所数と従業員数は以下の通りである。
| 丁目         | 事業所数    | 従業員数 |
| ------------ | ----------- | -------- |
| 南大塚一丁目 | 220事業所   | 1,434人  |
| 南大塚二丁目 | 459事業所   | 6,754人  |
| 南大塚三丁目 | 739事業所   | 8,690人  |
| 計           | 1,418事業所 | 16,878人 |

### 事業者数の変遷
経済センサスによる事業所数の推移。
| 年                 | 事業者数 |
| ------------------ | -------- |
| 2016年（平成28年） | 1,252    |
| 2021年（令和3年）  | 1,418    |

### 従業員数の変遷
経済センサスによる従業員数の推移。
| 年                 | 従業員数 |
| ------------------ | -------- |
| 2016年（平成28年） | 14,424   |
| 2021年（令和3年）  | 16,878   |

## 施設

### 南大塚一丁目
- 豊島区立巣鴨小学校
- 若草保育園
- 豊島南大塚郵便局
- 東福寺
- 巣鴨教会

### 南大塚二丁目
- 豊島区立南大塚ホール
- 南大塚地域文化創造館
- 東京都第四建設事務所
- 豊島区東部保健福祉センター
- 東京都立大塚病院
- 三菱UFJ銀行大塚支店
- りそな銀行池袋支店大塚出張所
- 巣鴨信用金庫大塚支店
- 東京自治労連
- 大塚シティホテル
- ライフ新大塚店
- 餃子の王将 南大塚店
- 遠砂寺
- 大孝寺

### 南大塚三丁目
- 豊島区立西巣鴨中学校
- 朝日信用金庫大塚支店
- ホテルベルクラシック東京
- スーパーシマダヤ大塚店
- ドトールコーヒー大塚駅前店
- ホテルリブマックス東京大塚駅前（2018年11月15日オープン）
- 天祖神社
- モスク・マスジド大塚

## 催事
- 毎年5月頃にはおおつか音楽祭が開催され、街角やライブハウスが音楽で溢れる。
- 2011年はおおつか音楽祭チャリティー2011として5月8日から15日まで実施され、東日本大震災への募金活動も行われた。

## その他

### 日本郵便
- 郵便番号 : 170-0005[3]（集配局 : 豊島郵便局[16]）。